# Гольдвасер (лікер)

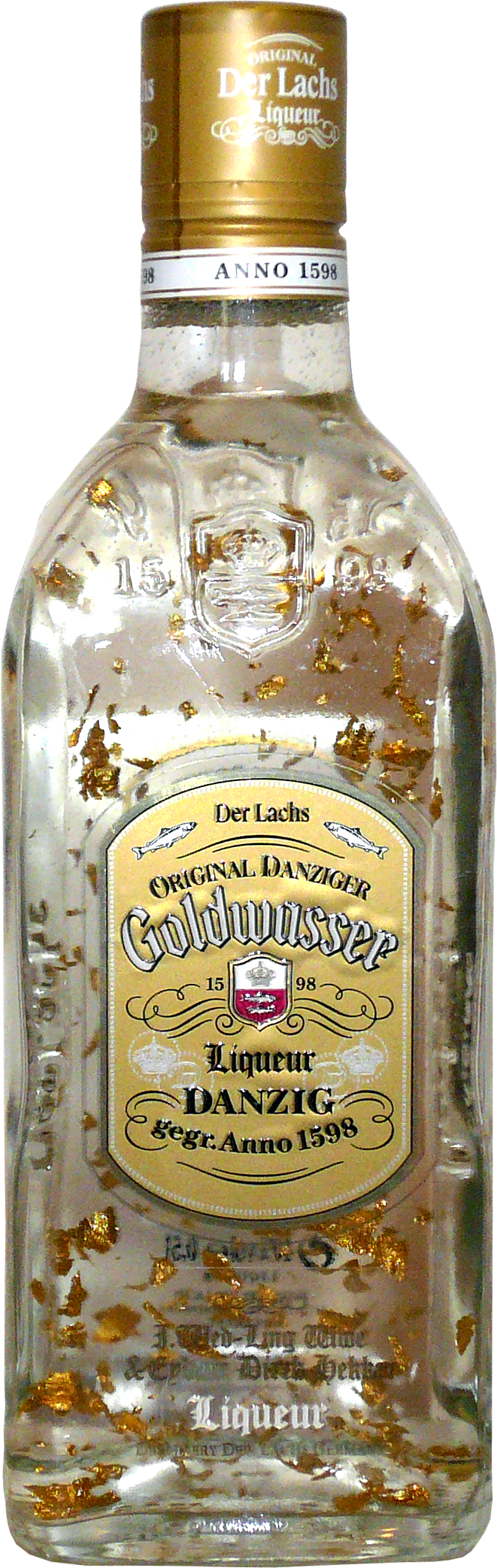
Пляшка гольдвасера, яку сильно струснули. Видно пластівці золота, що опускаються на дно.

Гольдвассер (нім. Danziger Goldwasser — «данцизька золота вода», пол. złota woda — «золота вода») — міцний лікер, настояний на травах. Містить великі частки 22-каратного золота. Коли лікер наливають із пляшки, золоті пластівці починають крутитися. Подається у лікерних чарочках.
Напій був винайдений на основі голландського лікеру кюммель у 1598 році голландцем Амброзіусом Вермелем (Ambrosius Vermölle), який проживав у Гданську (Данцингу). Лікер не має кольору, ароматизований анісом і кмином, менш солодкий, ніж багато інших лікерів. Деякі марки мають цитрусовий аромат.
Ідея еліксиру із золотом пов'язується з великим каталонським медиком Арнальдо де Вілланова, який у XIII ст. лікував Папу Римського еліксиром, що містить золоті лусочки.
Не рекомендується змішувати гольдвасер, бо це зменшує ефект від золотих пластівців.